# Euphorbia berthelotii
Euphorbia berthelotii Bolle ex Boiss., conocida en castellano como tabaiba picuda o tabaiba gomera, es una especie de arbusto perenne suculento perteneciente a la familia Euphorbiaceae. Es originaria de la Macaronesia.

## Descripción

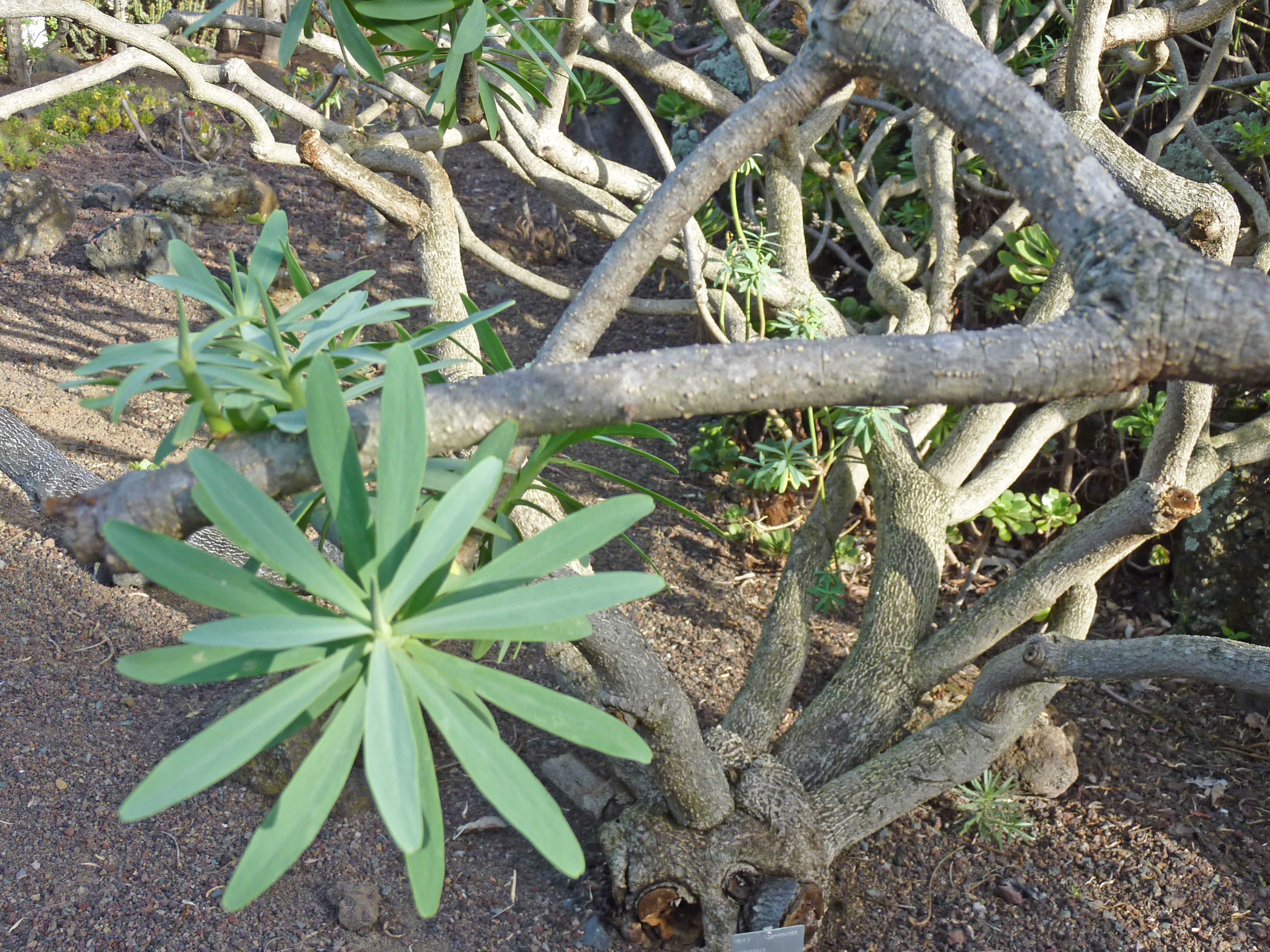
Detalle de la planta.

Se trata de una especie arbustiva, similar a Euphorbia regis-jubae J.Gay, con inflorescencias amarillo-verdosas, con las brácteas florales libres por la base y persistentes en la fructificación. Se diferencia de dicha especie fundamentalmente por el porte, que es menor y más achaparrado, así como densamente  ramificado; también destaca el color gris-rojizo de los tallos.

## Distribución y hábitat
Es un endemismo de la isla de La Gomera, en el archipiélago de Canarias ―España―.
Forma parte de los matorrales xerófilos de las zonas bajas.
Se ha descrito un híbrido de E. berthelotii con E. bourgeana, que ha recibido la denominación de Euphorbia x fernandez-lopezii Molero & Rovira.

## Taxonomía
E. berthelotii fue nominada por el botánico alemán Carl Bolle, siendo descrita y publicada por el suizo Pierre Edmond Boissier en Prodromus Systematis Naturalis Regni Vegetabilis en 1862.
Etimología
- Euphorbia: nombre genérico dedicado a Euphorbus, médico de origen griego del rey mauritano Juba II.
- berthelotii: epíteto latino que indica la dedicación de la especie al naturalista francés Sabin Berthelot.

Sinonimia
La especie presenta los siguientes sinónimos:
- Euphorbia berthelotii Bolle
- Euphorbia lamarckii var. berthelotii (Bolle ex Boiss.) Oudejans
- Tirucalia virgata var. berthelotii (Boiss.) P.V.Heath, 1996

## Estado de conservación
La especie no ha sido evaluada por la Unión Internacional para la Conservación de la Naturaleza, pero se encuentra protegida a nivel de la Comunidad Autónoma de Canarias por la Orden de 20 de febrero de 1991 sobre protección de especies de la flora vascular silvestre en su Anexo II.
También está incluida en el apéndice II del Convención sobre el Comercio Internacional de Especies Amenazadas de Fauna y Flora Silvestres.

## Nombres comunes
Se conoce en la isla de La Gomera como tabaiba picuda, mientras que a nivel divulgativo también se la denomina como tabaiba gomera por su lugar de distribución.
El término tabaiba es el nombre genérico que se da en las islas a las especies de porte arbustivo ramificado del género Euphorbia, siendo un guanchismo, una palabra de procedencia aborigen que sobrevive en el español de Canarias.
El apelativo de picuda le viene por el aspecto que presenta su follaje.